# Gijs Luirink
Gijs Luirink (Amsterdam, 12 september 1983) is een Nederlands voormalig profvoetballer.

## Loopbaan
Luirink debuteerde in het seizoen 2001/2002 voor FC Volendam. Na drie seizoenen aldaar verhuisde hij naar Groningen, waar hij in het seizoen 2005/06 een basisplaats had in het elftal van Ron Jans. Ook werd hij geselecteerd voor Jong Oranje in de aanloop naar het EK onder 21 2006 in Portugal. Onder Luirink's aanvoering werd Jong Oranje Europees kampioen.
In het Eredivisie seizoen 2006/2007 kwam hij uit voor AZ.
Op 17 juli raakte hij geblesseerd aan zijn knie tijdens een training. Hij werd geopereerd en zijn revalidatie zou 6 tot 9 maanden duren. In de voorbereiding op het seizoen 2008/09 raakte Luirink weer geblesseerd aan zijn knie en kreeg veel terugslagen te verwerken, waaronder trombose in zijn been. Hij maakte halverwege dat seizoen zijn rentree in een oefenwedstrijd maar speelde dat seizoen slechts één officieel duel (uit tegen FC Twente). Na twee seizoenen nauwelijks gespeeld te hebben, werd hij in het seizoen 2009/10 aan RKC Waalwijk verhuurd. Hij speelde voor deze club 15 duels, één in de KNVB beker en 14 in de competitie. In januari 2011 werd Luirink tot het einde van het seizoen verhuurd aan SC Cambuur.
Medio 2011 liep zijn contract bij AZ af, waardoor hij na dat seizoen transfervrij kon vertrekken. Hij speelde van 2011 tot 2014 bij Sparta Rotterdam, waarna hij met ingang van het seizoen 2014-2015 bij FC Volendam terugkeerde. Tijdens zijn periode als speler was hij tevens actief als jeugdtrainer bij het andere oranje. Aan het einde van het seizoen 2015/16 nam hij afscheid van het betaalde voetbal en bleef hij als jeugdtrainer bij de club betrokken. Nadien was hij van 2018 tot 2020 jeugdtrainer bij AZ Alkmaar. 

## Clubstatistieken
| Seizoen                        | Land                           | Club                           | Competitie     | Duels | Goals |
| ------------------------------ | ------------------------------ | ------------------------------ | -------------- | ----- | ----- |
| 2001/02                        | Vlag van Nederland             | FC Volendam                    | Eerste divisie | 5     | 0     |
| 2002/03                        | Vlag van Nederland             | FC Volendam                    | Eerste divisie | 24    | 2     |
| 2003/04                        | Vlag van Nederland             | FC Volendam                    | Eredivisie     | 28    | 0     |
| 2004/05                        | Vlag van Nederland             | FC Groningen                   | Eredivisie     | 1     | 0     |
| 2005/06                        | Vlag van Nederland             | FC Groningen                   | Eredivisie     | 20    | 1     |
| 2006/07                        | Vlag van Nederland             | AZ                             | Eredivisie     | 16    | 1     |
| 2007/08                        | Vlag van Nederland             | AZ                             | Eredivisie     | 0     | 0     |
| 2008/09                        | Vlag van Nederland             | AZ                             | Eredivisie     | 1     | 0     |
| 2009/10                        | Vlag van Nederland             | → RKC Waalwijk                 | Eredivisie     | 14    | 0     |
| 2010/11                        | Vlag van Nederland             | AZ                             | Eredivisie     | 0     | 0     |
| 2010/11                        | Vlag van Nederland             | → SC Cambuur                   | Eerste divisie | 16    | 2     |
| 2011/12                        | Vlag van Nederland             | Sparta                         | Eerste divisie | 29    | 4     |
| 2012/13                        | Vlag van Nederland             | Sparta                         | Eerste divisie | 27    | 3     |
| 2013/14                        | Vlag van Nederland             | Sparta                         | Eerste divisie | 19    | 0     |
| 2014/15                        | Vlag van Nederland             | FC Volendam                    | Eerste divisie | 29    | 1     |
| 2015/16                        | Vlag van Nederland             | FC Volendam                    | Eerste divisie | 2     | 0     |
| Bijgewerkt tot 31 oktober 2016 | Bijgewerkt tot 31 oktober 2016 | Bijgewerkt tot 31 oktober 2016 | Totaal         | 231   | 14    |

## Erelijst
- Nederlands kampioen: 2009
- Johan Cruijff Schaal: 2009
- EK onder 21: 2006